# Hartberg

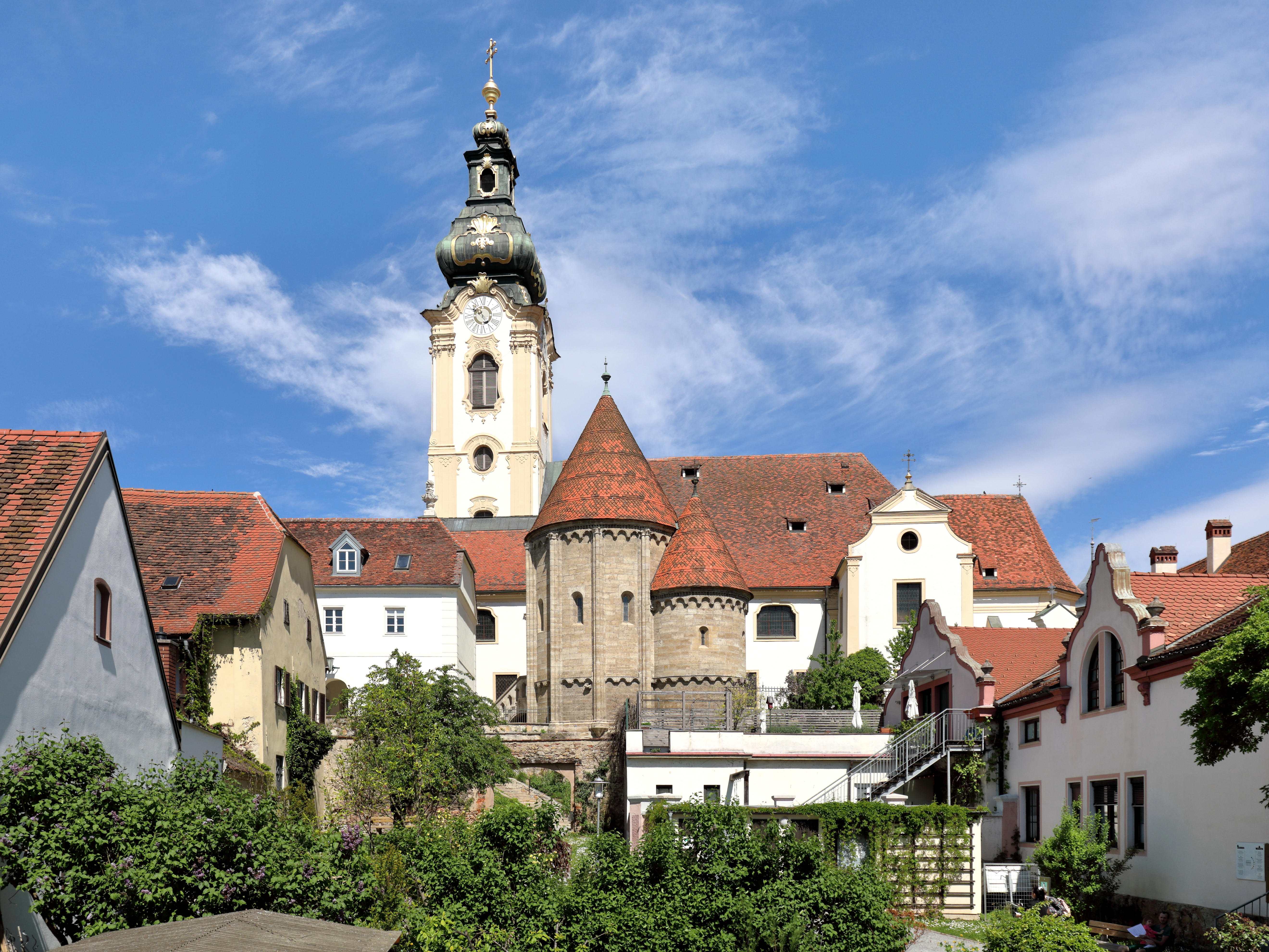
Stadskyrkan med benhus.

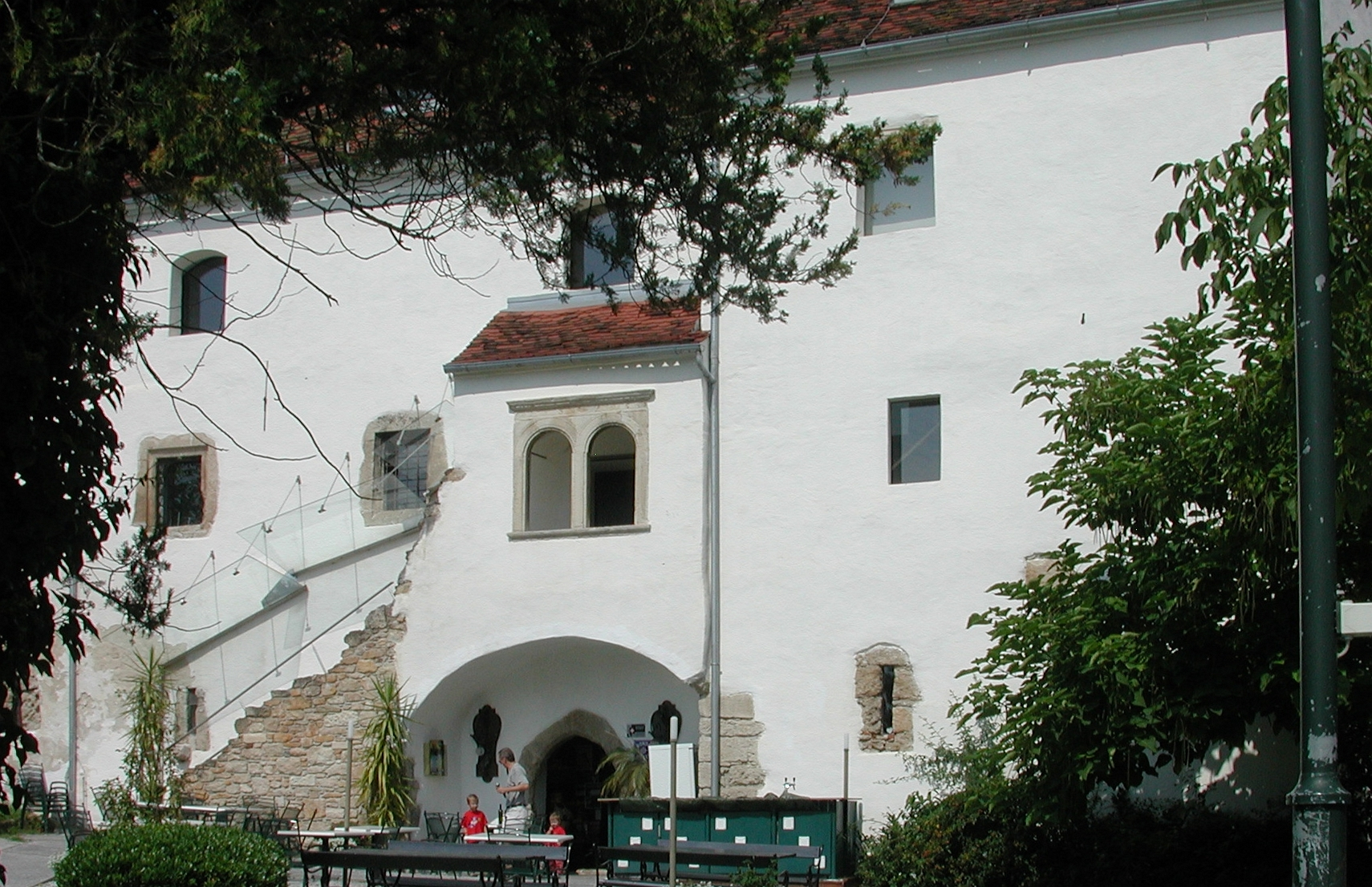
Hartbergs slott.

Hartberg är en stadskommun i det österrikiska förbundslandet Steiermark. Staden ligger 68 km öster om Graz och 30 km från den ungerska gränsen. Hartberg är distriktshuvudort i distriktet Hartberg-Fürstenfeld.
Kommunen har 6 713 invånare (2024) och består av fem orter (Ortschaften) (inom parentes invånarantal 1 januari 2024):
- Eggendorf (656)
- Habersdorf (165)
- Hartberg (4 244)
- Ring (899)
- Safenau (749)

## Historia
Hartberg grundades av markgreven Leopold I 1125-28. 1286 omtalas Hartberg för första gången som stad.
Slutet av 1400-talet och början av 1500-talet var en svår tid för Hartberg såsom för de andra öst-steiriska städerna. 1469 erövrades Hartberg av trupper under befäl av upprorsledaren Andreas Baumkircher, några år senare skövlades staden av ungerska trupper under kungen Matthias Corvinus, 1532 drog osmanska trupper förbi och förstörde förstäderna. 1605 belägrades Hartberg av hejduker.
1715 utbröt en stor brand som lämnade bara ett fåtal hus kvar.

## Byggnader
- Hartbergs slott är ursprungligen en medeltida borg från 1100-talet som byggdes om i renässansstil på 1500-talet. Arkaderna byggdes till på 1600-talet. Idag finns det en restaurang på bottenvåningen medan de historiska salarna på andra våningen används för kulturella evenemang.
- Stadskyrkan omnämns för första gången 1157 och byggdes ut mellan 1745 och 1760 i barock stil. Intill kyrkan ligger ett gammalt benhus från andra hälften av 1100-talet med romanska fresker.
- Klosterkyrkan
- Resterna av stadsmuren med två torn från 1100 och 1200-talet
- På kort avstånd utanför Hartberg vid Löffelbach ligger Villa Rustica, en villa från romartiden (utgrävningsplats), och fästningen Neuberg.

## Kommunikationer
Hartberg ligger vid motorvägen A2, som är huvudväg mellan Wien och Graz. Dessutom ansluter riksvägen B 50 i Hartberg som går till Oberwart och vidare till den ungerska gränsen.
Genom Thermenbanan har Hartberg järnvägsförbindelse med Wien och Graz, men banan är av underordnad betydelse.